# Гарфилд 2
Гарфилд 2 (енгл. Garfield: A Tail of Two Kitties) је британско-амерички играни/рачунарски-анимирани хумористички филм из 2006. године који је режирао Тим Хил и написали Џоел Коен и Алек Соколов. Представља наставак филма Гарфилд. Главни глумци Брекин Мејер и Џенифер Лав Хјуит репризирају своје улоге као Џон Арбакл и др Лиз Вилсон и Бил Мари репризира своју гласовну улогу као Гарфилд. Нове глумачке чланове чине Били Коноли, Ијан Аберкромби, Роџер Рис, Луси Дејвис и Оливер Мерхед као игране улоге и Тим Кари, Боб Хоскинс, Рис Иванс, Вини Џоунс, Џо Паскале, Ричард Е. Грант, Џејн Ливз и Роско Ли Браун као гласови нових животињских ликова. У филму, Гарфилд, Оди, Лиз и Џон путују у Уједињено Краљевство, где Принц, друга мачка која изгледа управо као Гарфилд, влада замком након смрти његовог власника. Његову владавину убрзо угрожава лорд Даргис, зли аристократ и нећак Принчевог преминулог власника који планира да преуреди дворац у кондоминијуме, уништи имање и ослободи се Принца.
Продуциран од стране Davis Entertainment Company за 20th Century Fox, филм је изашао 16. јуна 2006. године у Сједињеним Америчким Државама и као и свој претходник, добио је углавном негативан пријем критичара.
У Србији је филм премијерно приказан 28. јула 2006. године у дворани Дома синдиката у Београду, док је са стандардним приказивањем почео 3. августа 2006. године, синхронизован на српски језик. Дистрибуцију је радило предузеће Tuck и синхронизацију студио Мириус. Филм Гарфилд 2 је синхронизован на српски језик, иако његов претходник није. Српска синхронизација је објављена на DVD издању.

## Радња
У новој филмској авантури неваљали мачак Гарфилд прати свог господара Џона Арбакла, који креће у Лондон да би запросио своју девојку Лиз. У краљевској Енглеској, Гарфилд ће случајно бити замењен са краљевском мачком Принцом, на кога невероватно личи. Гарфилд ће тако добити краљевски третман уз помоћ својих верних слуга и поданика, услужног батлера Смитија, енглеског булдога Винстона и бројних становника имања. Али, да ни на двору није све савршено, схватиће када злокобни лорд Даргис покуша да га уклони, како би наследио замак. Гарфилдов већи, бољи и савршенији свет ускоро ће бити окренут наглавачке!

## Улоге
| Улога           | Оригинални глас   | Српски глас        |
| --------------- | ----------------- | ------------------ |
| Гарфилд         | Бил Мари          | Гордан Кичић       |
| Џон Арбакл      | Брекин Мејер      | Ненад Стојменовић  |
| др Лиз Вилсон   | Џенифер Лав Хјуит | Радмила Томовић    |
| Принц Дванаести | Тим Кари          | Небојша Глоговац   |
| Винстон         | Боб Хоскинс       | Стефан Капичић     |
| Лорд Даргис     | Били Коноли       | Иван Томић         |
| Смити           | Ијан Аберкромби   | Александар Горанић |
| Престон         | /                 | Томаш Сарић        |
| Господин Хобс   | Роџер Рис         | Горан Јевтић       |
| Најџел          | Грег Елис         | Лако Николић       |
| Мини            | Џејн Хорокс       | Јована Мишковић    |
| Приповедач      | Роско Ли Браун    | Мило Бакић         |